# Lipiec 2003

## 2 lipca2003
- Wojciech Olejniczak (SLD) został ministrem rolnictwa.

## 3 lipca2003
- Lech Nikolski został powołany na prezesa Rządowego Centrum Studiów Strategicznych.

## 8 lipca2003
- Katastrofa rejsu Sudan Airways lot 139, maszyna rozbiła się przy lądowaniu. Zginęło 117 osób.

## 10 lipca2003
- Zakończył prace Konwent Unii Europejskiej pracujący nad Konstytucją dla Europy.

## 11 lipca2003
- Prezydenci Ukrainy i Polski Łeonid Kuczma i Aleksander Kwaśniewski oddali hołd ofiarom rzezi wołyńskiej w 60. rocznicę tragedii.

## 18 lipca2003
- Został wyłączony na zawsze przedostatni pracujący komputer Odra 1305.

## 20 lipca2003
- Szwedzki pastor zielonoświątkowy Åke Green wygłosił w mieście Borgholm na wyspie Olandia kazanie, w którym przedstawił naukę Pisma Świętego dotyczącą homoseksualizmu. Opatrzył ją komentarzem odnoszącym się do aktualnego miejsca homoseksualizmu w społeczeństwie szwedzkim. W czerwcu 2004 sąd rejonowy uznał pastora winnym „nawoływania do nienawiści przeciwko grupie społecznej w oparciu o jej orientacje seksualną”.

## 22 lipca2003
- Bernhard Komproe został premierem Antyli Holenderskich.

## 24 lipca2003
- Ryszard Ulicki został powołany przez Sejm do Krajowej Rady Radiofonii i Telewizji.

## 29 lipca2003
- Sejm zgodził się na aresztowanie posła Andrzeja Jagiełły (wyrzuconego z SLD).